# Češko-moravski protektorat
Protektorat Češka i Moravska (češ. Protektorát Čechy a Morava, njem. Protektorat Böhmen und Mähren), prema nekim izvorima Češko-moravski protektorat, naziv za državni protektorat u sastavu Trećeg Reicha, koji je postojao od 1939. do 1945. godine na području današnje Češke Republike bez tadašnjih Sudetskih zemalja. 
Uspostavljen je nakon podijele Čehoslovačke, čiji su istočni dijelovi (Zakarpatje) podijeljeni između Slovačke Republike i Kraljevine Mađarske. Za razliku od Slovačke Republike kojoj je priznata samostalnost, češke su zemlje anektirane od strane Trećeg Reicha i administrativno podijeljene. Sudeti (njem. Sudetenland), periferni dijelovi Češke naseljeni Nijemcima, pripojeni su Njemačkoj, dok su Češka i Moravska, središnji dijelovi Češke naseljeni Česima, pretvoreni u državni protektorat. 
Nakon poraza Sila Osovine u Drugom svjetskom rat, protektorat prestaje postojati i njegova područja vraćena su u sastav novoobnovljene Čehoslovačke.

## Simboli
- Zastava
- Grb
- Predsjednička zastava
- Zastava Reichsprotektora